# Station Ådalsbruk
Station Ådalsbruk is een station in Ådalsbruk in Noorwegen. Ådalsbruk ligt in de gemeente Løten in fylke Innlandet. Het station werd geopend in 1862. Het huidige stationsgebouw dateert uit 1915 en is een ontwerp van de architecten Gudmund Hoel en Jens Flor.
Het station werd in 1984 gesloten voor personenvervoer. In de zomer stopt er af en toe een stoomtrein die rijdt vanaf het Noors Spoorwegmuseum in Hamar.